# Почётные звания Карачаево-Черкесии

Орден «За заслуги перед Карачаево-Черкесской Республикой»

Награждение государственными наградами Карачаево-Черкесской Республики является высшей формой оценки личного вклада граждан в социальное, экономическое, культурное развитие республики и призвано способствовать повышению трудовой и общественной активности трудящихся. Награждение производится в соответствии с постановлением парламента Карачаево-Черкесии в редакции от 13 апреля 2001 с последующими изменениями, последнее из которых было 28 марта 2019 года. Постановление заменило собой постановление от 29 мая 1996.

## Общие положения
Почётные звания Карачаево-Черкесской Республики устанавливаются для присвоения за выдающиеся особые заслуги в культуре, искусстве, науке и технике, народном образовании, здравоохранении, экономике, промышленности, сельском хозяйстве, обслуживании населения, в других областях трудовой деятельности и высокое профессиональное мастерство.
По некоторым почётным званиям Карачаево-Черкесской Республики установлены две степени: «Народный», «Заслуженный». Почётное звание «Народный» может быть присвоено только через пять лет после присвоения почётного звания «Заслуженный». Присвоение повторно одного и того же звания не производится.
Почётные звания Карачаево-Черкесской Республики присваивает Глава Карачаево-Черкесской Республики. Этой чести удостаиваются граждане, проживающие на территории Карачаево-Черкесии и другие граждане Российской Федерации.
Лишение почётного звания может быть произведено только Главой республики.

## Список почётных звании Карачаево-Черкесской Республики
- «Заслуженный агроном Карачаево-Черкесской Республики»
- «Заслуженный артист Карачаево-Черкесской Республики»
  - «Народный артист Карачаево-Черкесской Республики»
- «Заслуженный архитектор Карачаево-Черкесской Республики»
- «Заслуженный ветеринарный врач Карачаево-Черкесской Республики»
- «Заслуженный врач Карачаево-Черкесской Республики»
  - «Народный врач Карачаево-Черкесской Республики»
- «Заслуженный работник высшей школы Карачаево-Черкесской Республики»
- «Заслуженный геолог Карачаево-Черкесской Республики»
- «Заслуженный работник государственной службы Карачаево-Черкесской Республики»
- «Заслуженный журналист Карачаево-Черкесской Республики»
- «Заслуженный работник здравоохранения Карачаево-Черкесской Республики»
- «Заслуженный землеустроитель Карачаево-Черкесской Республики»
- «Заслуженный зоотехник Карачаево-Черкесской Республики»
- «Заслуженный работник индустрии туризма Карачаево-Черкесской Республики»
- «Заслуженный деятель искусств Карачаево-Черкесской Республики»
- «Заслуженный работник культуры Карачаево-Черкесской Республики»
- «Заслуженный работник лесной промышленности Карачаево-Черкесской Республики»
- «Заслуженный лесовод Карачаево-Черкесской Республики»
- «Заслуженный мастер производственного обучения Карачаево-Черкесской Республики»
- «Заслуженный мелиоратор Карачаево-Черкесской Республики»
- «Заслуженный механизатор сельского хозяйства Карачаево-Черкесской Республики»
- «Заслуженный работник муниципальной службы Карачаево-Черкесской Республики»
- «Заслуженный работник народного образования Карачаево-Черкесской Республики»
- «Заслуженный деятель науки Карачаево-Черкесской Республики»
- «Заслуженный сотрудник органов безопасности в Карачаево-Черкесской Республике»
- «Заслуженный сотрудник органов внутренних дел Карачаево-Черкесской Республики»
- «Народный писатель Карачаево-Черкесской Республики»
- «Заслуженный работник пищевой индустрии Карачаево-Черкесской Республики»
- «Заслуженный работник пожарной охраны Карачаево-Черкесской Республики»
- «Народный поэт Карачаево-Черкесской Республики»
- «Заслуженный работник промышленности Карачаево-Черкесской Республики»
- «Заслуженный работник связи Карачаево-Черкесской Республики»
- «Заслуженный работник сельского хозяйства Карачаево-Черкесской Республики»
- «Заслуженный работник социальной защиты населения Карачаево-Черкесской Республики»
- «Заслуженный спасатель Карачаево-Черкесской Республики»
- «Заслуженный строитель Карачаево-Черкесской Республики»
- «Заслуженный работник сферы обслуживания населения Карачаево-Черкесской Республики»
- «Заслуженный работник торговли Карачаево-Черкесской Республики»
- «Заслуженный работник транспорта Карачаево-Черкесской Республики»
- «Заслуженный тренер Карачаево-Черкесской Республики»
- «Заслуженный учитель Карачаево-Черкесской Республики»
  - «Народный учитель Карачаево-Черкесской Республики»
- «Заслуженный работник физической культуры Карачаево-Черкесской Республики»
- «Заслуженный художник Карачаево-Черкесской Республики»
  - «Народный художник Карачаево-Черкесской Республики»
- «Заслуженный эколог Карачаево-Черкесской Республики»
- «Заслуженный экономист Карачаево-Черкесской Республики»
- «Заслуженный энергетик Карачаево-Черкесской Республики»
- «Заслуженный юрист Карачаево-Черкесской Республики»

## «Материнская слава»
Почётный знак Карачаево-Черкесской Республики «Материнская слава» присваивает Глава КЧР ко Дню Матери (последнее воскресенье ноября) и Дню семьи (15 мая). Повторное награждение не производится, представление к награждению производится при рождении пятого и последующих детей или усыновлении и достойном воспитании в течение 5 лет.

## Орден «За заслуги перед Карачаево-Черкесской Республикой»
Орден является высшей государственной наградой Карачаево-Черкесской Республики. Орден вручается гражданам не ранее чем через 20 лет после начала профессиональной деятельности при наличии почётного звания России, отраслевой (ведомственной) награды федерального органа государственной власти и почётного звания Карачаево-Черкесской Республики. Так же орден вручается за совершение подвига, проявленное мужество, смелость и отвагу. Повторное награждение не производится, за исключением награды за ещё один подвиг. Первое награждение было произведено 12 июня 2015 года.